# Сєров Сергій В'ячеславович
Сергій В'ячеславович Сєров (31 грудня 1957) — радянський та російський актор театру і кіно.

## Біографія
Сергій В'ячеславович Сєров народився 31 грудня 1957 року в Барнаулі. У 1981 році Сєров закінчив Російський інститут театрального мистецтва. Після закінчення навчання актор почав працювати у Російському академічному молодіжному театрі. Сєров багато працює на телебаченні та бере участь у кінематографічних проектах.

## Вибіркова фільмографія
- Плюмбум, або Небезпечна гра (1986)
- Трагедія в стилі рок (1988)